# Kabupaten Intan Jaya
Kabupaten Intan Jaya (engelska: Intan Jaya Regency) är ett kabupaten i Indonesien.   Det ligger i provinsen Papua, i den östra delen av landet, 3 300 km öster om huvudstaden Jakarta. Antalet invånare är 40 490.